# Dorpenomloop Rucphen 2013
La Dorpenomloop Rucphen 2013, trentasettesima edizione della corsa, valida come prova di classe 1.2 dell'UCI Europe Tour 2013, si svolse il 10 marzo 2013 su un percorso di 187,2 km. Fu vinta dall'olandese Dylan van Baarle, giunto al traguardo in 4h 26' 59" alla media di 42,07 km/h.
Furono 109 in totale i ciclisti che portarono a termine la gara.

## Squadre e corridori partecipanti
| N.      | Cod. | Squadra                   |
| ------- | ---- | ------------------------- |
| 1-8     | ARH  | Atlas Personal-Jakroo     |
| 11-18   | GMS  | Team Gourmetfein-Simplon  |
| 21-28   | LET  | Leopard-Trek Continental  |
| 31-38   | NSP  | NSP-Ghost                 |
| 41-48   |      | Lotto-Belisol U23         |
| 51-57   | RB3  | Rabobank Development Team |
| 61-66   | DOL  | Doltcini-Flanders         |
| 71-78   | GLU  | Team Cult Energy          |
| 81-87   | CJP  | Cyclingteam Jo Piels      |
| 91-98   | JVC  | Ventilair-Steria          |
| 101-107 | CCD  | Team Differdange-Losch    |
| 111-117 | MMM  | Team 3M                   |
| 121-125 | KOG  | Koga Cycling Team         |

| N.      | Cod. | Squadra                       |
| ------- | ---- | ----------------------------- |
| 131-137 |      | Team Quantec-Indeland         |
| 141-148 | TSP  | Nutrixxion-Abus               |
| 151-157 | RIJ  | Cyclingteam De Rijke-Shanks   |
| 161-168 |      | Croford Cycling Team          |
| 171-178 |      | Ruiter Dakkapellen Wielerteam |
| 181-187 | NLD  | Paesi Bassi                   |
| 191-198 | MET  | Metec-TKH Continental         |
| 201-208 |      | Willebrord Wil Vooruit        |
| 211-218 |      | WV De Jonge Renner            |
| 221-228 |      | Baby Dump-Lemmens-Wilvo       |
| 231-238 |      | Parkhotel Valkenburg          |
| 241-248 |      | Schijf-Koopmans               |

## Ordine d'arrivo (Top 10)
| Pos. | Corridore          | Squadra      | Tempo    |
| ---- | ------------------ | ------------ | -------- |
| 1    | Dylan van Baarle   | Rabobank     | 4h26'59" |
| 2    | Daniel McLay       | Lotto U23    | a 12"    |
| 3    | Fabio Silvestre    | Leopard      | s.t.     |
| 4    | Dylan Groenewegen  | De Rijke-Sh. | s.t.     |
| 5    | Kevin Suarez       | Doltcini     | s.t.     |
| 6    | Dex Groen          | Metec-TKH    | s.t.     |
| 7    | Wouter Wippert     | Team 3M      | s.t.     |
| 8    | Nick van der Lijke | Rabobank     | s.t.     |
| 9    | Ritchie Motke      | Baby Dump    | s.t.     |
| 10   | Jaap Kooijman      | Parkhotel    | s.t.     |